# Список персонажей романов о д’Артаньяне
Список персонажей трилогии Александра Дюма «Три мушкетёра» (I) — «Двадцать лет спустя» (II) — «Виконт де Бражелон, или Десять лет спустя» (III).
См. также Список персонажей романа «Три мушкетера».

## Частично или полностью вымышленные персонажи

### Мушкетёры
1. Д’Артаньян (господин д’Артаньян-сын), псевдоним Аньян — мушкетёр, историческое лицо. При создании его образа Дюма использовал эпизоды из реальной карьеры Шарля де Батса де Кастельмора господина д’Артаньяна (1611—1673): служба Мазарини, участие в процессе Фуке, гибель при осаде Маастрихта.
2. Атос (граф де Ла Фер) — мушкетёр; персонаж целиком вымышлен Дюма, с использованием лишь имени реального исторического лица — королевского мушкетёра шевалье Армана де Сийег д’Атос д’Отвиль (1615—1643).
3. Портос (барон дю Валлон) — мушкетёр; персонаж практически полностью выдуман Дюма, с использованием имени реального исторического лица — мушкетёра из Беарна Исаака де Порто (1617—1712).
4. Арамис (шевалье д’Эрбле) — мушкетёр, впоследствии аббат и генерал иезуитского ордена. Персонаж придуман Дюма частично на основе реального исторического лица — беарнского дворянина Анри д’Арамитца (1620—1674).

### Слуги мушкетеров
1. Планше[фр.] — слуга д’Артаньяна, весёлый парижанин; в романе «Двадцать лет спустя» — почтенный буржуа, который принимает участие в событиях Фронды и снова становится помощником мушкетёров.
2. Гримо — слуга Атоса. Отличается крайней молчаливостью и сдержанностью, говорит односложно. В романе «Двадцать лет спустя» Атос устраивает его слугой в крепость, где содержится герцог де Бофор: Гримо способствует его побегу.
3. Базен — слуга Арамиса. Благочестив, как и его хозяин, впоследствии становится клириком.
4. Мушкетон — лакей Портоса, впоследствии переименовавший себя в Мустона.

### Члены семей, близкие, знакомые
1-й роман
- д’Артаньян-отец и мать — родители главного героя
- Констанция Бонасье — жена галантерейщика Бонасье и любовница д’Артаньяна. Отравлена миледи в монастыре кармелиток. Именно она нашла д’Артаньяна на роль гонца королевы за подвесками к Бэкингему. (I)
- Госпожа Кокнар — прокурорша, покровительница, затем супруга Портоса (I)
- Кэтти — девушка, соблазнённая д’Артаньяном. Служанка миледи. (I)
- Лорд Винтер — деверь миледи. (I, II)

2-й роман
- Мадлен — хозяйка гостиницы, фламандка; любовница д’Артаньяна в романе «Двадцать лет спустя». (II)
- Виконт Рауль де Бражелон — сын Атоса и Мари Мишон. Воспитан своим отцом. Впервые появляется в романе «Двадцать лет спустя»: там он поступает на военную службу и отчасти оказывается втянутым в придворные интриги. Один из главных героев романа «Виконт де Бражелон, или Десять лет спустя». Любовь к Луизе Лавальер приводит его к трагическому концу. (II, III)

3-й роман
- Ора де Монтале — подруга Луизы Лавальер.

### Злодеи
1-й роман
- граф Рошфор — преданный помощник кардинала. Вероятно, имеет реального исторического прототипа. В первой книге предстаёт в роли заклятого врага д’Артаньяна. Двадцать лет спустя — ближайший и, временами, единственный друг д’Артаньяна (после того как остальные мушкетёры уволились со службы и разъехались из Парижа кто куда).
- Миледи — она же Анна де Бейль, она же леди Кларик, она же баронесса Шеффилд, она же Шарлотта Баксон, она же графиня де Ла Фер, она же графиня Винтер. Шпионка кардинала. Бывшая жена графа де Ла Фер. Её прототипом считается графиня Люси Карлайл, брошенная любовница Бэкингема, из ревности ставшая агентом Ришельё. (I)
- г-н Бонасье — муж Констанции Бонасье, мещанин. В конце «Трёх мушкетёров» он исчезает — очевидно, как намекает автор, Ришельё отправил его в тюрьму за то, что он слишком много знал. В романе «Двадцать лет спустя» Бонасье появляется в облике нищего, который помогает графу Рошфору взбунтовать парижский народ против королевы. В финале романа Портос случайно убивает его. (I, II)
- де Вард — дворянин, которого кардинал де Ришельё послал в Англию, а д’Артаньян ранил после отказа добровольно выдать ему разрешение от кардинала для выхода в море. (I)
- Любен — лакей де Варда.

2-й роман
- Мордаунт — сын Миледи, один из героев романа «Двадцать лет спустя». (II)
- виконт де Вард — сын де Варда.

## Исторические лица

### Царствующие особы
1-й роман
- король Франции Людовик XIII (I)
- королева Франции Анна Австрийская, жена Людовика XIII и мать Людовика XIV действует во всех трёх романах цикла. Дюма, с одной стороны, рисует королеву в положительном свете: она красива, благородна, полна чувства собственного достоинства. В то же время она легкомысленна и неблагодарна; роман с кардиналом Мазарини, по мысли Дюма, унижает королевское достоинство Анны.

2-й роман
- король Франции Людовик XIV — действует в романах «Двадцать лет спустя» и «Десять лет спустя». В романе «Двадцать лет спустя» он ещё ребёнок, однако Дюма подчёркивает его самостоятельность, чувство собственного достоинства и зарождающуюся неприязнь к кардиналу Мазарини. Людовик является одним из главных героев романа «Десять лет спустя»: любовные интриги короля, его увлечение де Лавальер, которую любит сын Атоса, виконт де Бражелон — один из основных сюжетов книги. (II, III)
- король Англии Карл I является одним из действующих лиц романа «Двадцать лет спустя». Мушкетёры пытаются спасти короля от казни по поручению его супруги, королевы Генриетты, но их миссия оказывается неудачной. (II)
- королева Англии Генриетта Мария Французская, жена Карла I и сестра Людовика XIII. (II)

3-й роман
- их сын король Англии Карл II при помощи мушкетеров возвращает себе престол в романе «Десять лет спустя».
- его сестра принцесса Генриетта Стюарт, жена герцога Орлеанского, невестка Людовика XIV
- герцог Филипп I Орлеанский, брат Людовика XIV, муж Генриетты

- Людовик XIII
- Анна Австрийская
- Людовик XIV
- Карл I
- Королева Генриетта
- Карл II
- принцесса Генриетта Стюарт
- Филипп Орлеанский

### Служители Церкви
- Кардинал Ришельё — действует в романе «Три мушкетёра», является там одним из главных негативных персонажей. (I)
- Кардинал Мазарини — действует в романе «Двадцать лет спустя»; фаворит и тайный супруг Анны Австрийской. Дюма считает его всего лишь «тенью всесильного кардинала» Ришельё; устами героев он неоднократно высмеивает жадность и мелочность Мазарини. В романе «Десять лет спустя» Мазарини умирает: это освобождает Людовику XIV путь к абсолютной власти. (II, III)
- Коадъютор (кардинал Рец) — противник Мазарини, один из участников Фронды. В романе «Двадцать лет спустя» показан как один из организаторов выступлений против Мазарини. (II)

- Ришельё
- Мазарини
- Рец

### Французская аристократия и придворные
1-й роман
- Де Тревиль — капитан роты королевских мушкетёров.
- Дэзессар — командир гвардейцев, зять Тревиля
- Ла Порт (Pierre de La Porte, 1603—1680) — камердинер королевы Анны Австрийской
- Ла Шене — камердинер короля
- герцогиня де Шеврёз — придворная дама; у Дюма — возлюбленная Арамиса («белошвейка»), фигурирует во всех трёх романах цикла. Виконт де Бражелон — её сын, которому она отчасти покровительствует.

2-й роман
- Герцог де Бофор — внук Генриха IV, фигурирует в «Двадцать лет спустя» и «Виконте де Бражелоне». В романе «Двадцать лет спустя» слуга Атоса, Гримо, помогает герцогу бежать из Венсенского замка и принять участие во Фронде. (II, III)

3-й роман
- Луиза Лавальер — фаворитка Людовика XIV. У Дюма появляется в романе «Двадцать лет спустя»: здесь она маленькая девочка, в которую влюблён юный виконт де Бражелон. В романе «Виконт де Бражелон, или Десять лет спустя» Луиза оказывается при дворе: она искренне влюбляется в Людовика XIV, что приводит в отчаяние де Бражелона. В финале книги показана трагическая судьба Лавальер: она оставлена королём и одинока. (III)
- мадемуазель де Тонне-Шарант — будущая мадам де Монтеспан (III).
- Николя Фуке — министр финансов (III)
- Жан-Батист Кольбер — соперник Фуке, занял его место как советник Людовика XIV и министр финансов (III)
- Безмо де Монлезен — комендант Бастилии, обязанный своей должностью Фуке и Арамису

- Тревиль
- Герцогиня де Шеврез
- Бофор
- Лавальер
- Монтеспан

### Англичане
- Вильерс, Джордж, 1-й герцог Бекингем — английский государственный деятель, возлюбленный королевы Анны Австрийской в романе «Три мушкетёра» (I).
- Джон Фелтон — убийца герцога Бекингемского; у Дюма изображён строгим пуританином, которому поручено охранять Миледи. Миледи рассказывает ему вымышленную историю о том, что герцог якобы преследовал её, и именно поэтому Фельтон решает убить Бекингема. (I)
- Оливер Кромвель (II)
- Вильерс, Джордж, 2-й герцог Бекингем — английский государственный деятель, влюблённый в Генриетту Стюарт, друг виконта де Бражелона (III).
- Джордж Монк, герцог Альбермаль, противник Карла II, затем его помощник (III).

- Бэкингем